# Плажен тийн филм
Плажен тийн филм е оригинален филм на Дисни Ченъл чиято премиера в САЩ е на 19 юли 2013 от 8/7c по Дисни Ченъл, с участието на Рос Линч и Мая Мичел. Филмът е заснет в Пуерто Рико. Историята се разказва за това как главните герои отиват в музикален филм през 1960. Първото промо е пуснато на 15 февруари 2013, когато е премиерата на специалния епизод на „Джеси“ – Голяма Почива, а оригиналната реклама е излъчена на 15 март 2013 веднага след премиерата на „Магьосниците се завръщат: Алекс срещу Алекс“. В България първото промо е пуснато на 25 май 2013 след премиерата на „Магьосниците се завръщат: Алекс срещу Алекс“, но след това е забелязано, че това промо не се пуска и няколко седмици след това излиза още по-малко промо от първото което е излезнало. Една седмица по-късно излиза и промото което е било пуснато на 25 май 2013. На 4 август 2013 излиза първата дълга реклама веднага след специалния епизод на Корабните приключения на Зак и Коди с датата на излизане в България – 21 септември 2013 от 09:30 часа.

## Сюжет
Брейди (Рос Линч) и МакКензи (Мая Мичел) изживяват едно страхотно лято. МакКензи сякаш крие нещо, но не го казва. Всеки ден Брейди споменава, че най-доброто им лято никога не прикючва. МакКензи разбира, че Брейди е фен на филма West Side Story – един филм, който се разказва по време на 1960-те години. Във филма се разказва за рокери мотористи срещу сърфисти. Мак обаче не харесва този филми. По-късно Брейди разбира, че Мак е обещала на леля си, че след смъртта на майка и тя да почне да учи в частно училище и ще трябва да си тръгне на следващия ден.
Няколко часа преди полета, Мак решава да сърфира. Този ден е щяло да има 15 метрова вълна. След като Брейди вижда, че вълните стават все по големи, взима джет и отива към океана където е Мак. След една голяма вълна МакКензи пада от сърфа и след това Брейди се хвърля към океана за да я спаси. Двамата са пометени от вълните на плажа на Wet Side Story.
След това Мак става част от рокерите, а Брейди от сърфистите. В края на филма Лейла(рокерите) и Танър (от сърфистите) се влюбват. Само, че сега всичко се обърква. Вместо това Танър се влюбва в Мак, а Лейла в Брейди. И ако нищо не стане както по филма Брейди и Мак няма да се върнат у дома. След доста препятствия Брейди и Мак се връщат у дома като пак отиват под 15 метрова вълна.
Лелята на Мак не беше много доволна, че тя се е забавила за полета, но МакКензи решава да остане заедно с Брейди за да изживеят едно страхотно лято. Леля и приема решението и след това всеки участва в един последен танц заедно с другите тийнейджъри от плажа Surf's Up.

## В България
В България филмът е излъчен на 21 септември 2013 г. по „Дисни Ченъл“ с български нахсинхронен дублаж на „Александра Аудио“. През 2018 г., филмът е излъчен по Нова телевизия.